# Бородинский
 Бороди́нский  — посёлок (в 1956—2013 годы — посёлок городского типа) в Киреевском районе Тульской области России.
В рамках административно-территориального устройства входит в Большекалмыкский сельский округ Киреевского района, в рамках организации местного самоуправления является административным центром Бородинского сельского поселения.

## География
Расположен в 17 километрах к северо-западу от города Киреевска и в 21 километре к западу от железнодорожной станции города Щёкино.

## История
14 июня 1956 года посёлок Бородинский Дедиловского района отнесён к категории рабочих посёлков.
В 1965 году посёлок вошёл в состав Киреевского района.
С 2006 до 2013 года посёлок являлся центром городского поселения рабочий посёлок Бородинский.
В 2009 году из части рабочего посёлка Бородинский выделен сельский населённый пункт посёлок Круглянский и передан в подчинение Киреевского района.
В 2013 году Бородинский преобразовали в сельский населённый пункт как посёлок. В рамках организации местного самоуправления стал административным центром сельского поселения Бородинское. В рамках административно-территориального устройства включён в Большекалмыкский сельский округ.

## Население
| 1959  | 1970    | 1979  | 1989  | 2002  | 2009  | 2010  |
| ----- | ------- | ----- | ----- | ----- | ----- | ----- |
| 8126  | ↗10 000 | ↘9839 | ↘8025 | ↘6634 | ↘6514 | ↘6126 |
| 2012  | 2013    | 2021  |       |       |       |       |
| ↘6095 | ↘6071   | ↘5347 |       |       |       |       |

В 1968 году население посёлка составляло 10,1 тыс. человек.
В 2021 году население посёлка составляло 5347 человек.

## Экономика
В советское время экономическая активность в посёлке в основном была связана с разработками бурого угля (Подмосковный угольный бассейн). После распада СССР добыча угля была прекращена.
В 1969 году в пяти километрах от посёлка был учреждён лечебно-трудовой профилакторий ЛТП-1, который к 1979 году представлял собой крупное производство оборонной продукции и продукции культбыта с объёмом валовой продукции 15,6 млн рублей.
В 1994 году ЛТП-1 был преобразован в ФКУ «КП № 8 УФСИН России по Тульской области».

## Культура
В посёлке имеется средняя общеобразовательная школа, музыкальная школа, поликлиника, поселковый Дворец культуры.
В 2000 году в Бородинском снимался фильм российского режиссёра Павла Лунгина «Свадьба», ставший призёром Каннского кинофестиваля.